# Kastelec
Kastelec este o localitate din comuna Koper, Slovenia, cu o populație de 46 de locuitori.